# Любити по-російськи-3: Губернатор
«Любити по-російськи-3: Губернатор» (рос. «Любить по-русски-3: Губернатор») — російсько-білоруський художній фільм 1999 року режисера Євгена Матвєєва.

## Сюжет
Вчорашній зек Валер'ян Мухін перемагає на виборах і стає губернатором. Він готується підписати важливий договір про будівництво моста. Однак місцевий кримінал прагне перешкодити цьому і всіляко залякує Мухіна. Губернатор йде один на зустріч з кримінальним угрупованням. Бандити дають йому 7 днів на роздуми.
Тим часом ОМОН громить підпільні горілчані фабрички і заарештовує місцевих кримінальних авторитетів. Погрози на адресу губернатора завершуються з викриттям їх організатора — міліційного генерала, який накладає на себе руки. Однак в момент, коли Мухін вже їде на підписання контракту, на губернатора чиниться замах…

## У ролях
- Євген Матвєєв
- Галина Польських
- Лариса Удовиченко
- Нікіта Джигурда
- Ольга Єгорова
- Анатолій Котенєв Володимирович
- Євген Жариков
- Георгій Мартіросян

## Творча група
- Сценарій: Олександр Лапшин, Юрій Рогозін, Валентин Черних
- Режисер: Євген Матвєєв
- Оператор: Ілля Дьомін, Сергій Мачільський, Фелікс Ростоцький
- Композитор: Володимир Комаров